# Erin Silver
Pour les articles homonymes, voir Silver.
 (janvier 2023).
 (janvier 2023).
Vous pouvez aider à l'améliorer ou bien discuter des problèmes sur sa page de discussion.
- Il ne cite pas suffisamment ses sources. Vous pouvez indiquer les passages à sourcer avec {{référence nécessaire}} ou {{Référence souhaitée}}, et inclure les références utiles en les liant aux notes de bas de page. (Marqué depuis novembre 2018)
- Il n’est pas rédigé dans un style encyclopédique. (Marqué depuis novembre 2018)

- Archive Wikiwix
- Bing
- Cairn
- DuckDuckGo
- E. Universalis
- Gallica
- Google
- G. Books
- G. News
- G. Scholar
- Persée
- Qwant
- (zh) Baidu
- (ru) Yandex
- (wd) trouver des œuvres sur Wikidata

Erin Silver, ou simplement dite Silver, est un des personnages principaux de la série télévisée américaine 90210 Beverly Hills : Nouvelle Génération et un personnage récurrent de la série Beverly Hills 90210.

## Origines
Dans Beverly Hills 90210, Erin Silver est la demi-sœur de David Silver (Brian Austin Green) et de Kelly Taylor (Jennie Garth), née de l'union de la mère de Kelly et du père de David.
Dans la première saison de Beverly Hills 90210, Silver tombe amoureuse de Dixon Wilson (Tristan Wilds). Dixon flirte avec Ethan Ward (Dustin Milligan), et rompt avec elle. Elle souffre d'un trouble bipolaire. Silver commence à sortir avec Teddy Montgomery (Trevor Donovan), puis entame une relation secrète avec Navid Shirazi (Michael Steger). Dans la quatrième saison, Silver commence à sortir avec Greg Davies puis avec Liam Court (Matt Lanter). Elle a avec lui une liaison houleuse. Liam est complètement fou d'elle, alors que Silver en aime un autre, Navid. Elle a aussi une liaison avec Mark Holland demi-frère de Naomie, Annie et Dixon.

## Biographie fictive

### Berverly Hills 90210
Au début de la saison 2, la mère de Kelly et le père de David se rapprochent, et s'installent ensemble. Erin Silver nait de cette union à la fin de la saison 3.
Le personnage de Silver est présent tout au long de la série.

### 90210 Beverly Hills: Nouvelle Génération

#### Saison 1
Silver est l'ennemie de Naomi Clark (AnnaLynne McCord). Elle est la créatrice du blog qui porte sur la vie des étudiants de West Beverly High School. Elle est passionnée par le cinéma et la production de films. Elle devient amie avec Annie Wilson (Shenae Grimes-Beech) et tombe rapidement amoureuse du frère adoptif de celle-ci. 
Sa mère Jackie souffre d'une dépendance à l'alcool. Silver l'aide à guérir de sa maladie. Elle a pour habitude de fêter ses demi-anniversaires, sa mère ayant gâché ses précédents anniversaires. Dans l'épisode Par accident, Dixon rompt avec elle sur le conseil de sa mère Debbie. Dans Help Me, Rhonda, ils se remettent ensemble après une déclaration d'amour de Silver. Silver organise un dîner romantique pour la Saint-Valentin avec Dixon. Tout ne se passe pas comme elle l'a prévu, Silver panique, Dixon lui assure qu'il passe un bon moment, lui offre un bracelet, et elle perd sa virginité avec Dixon.
Silver a une personnalité un peu maniaque. Dans La vie est un Drag, elle est de plus en plus déséquilibrée. Elle rend visite à Dixon au Peach Pit, ils ont des rapports sexuels. Dixon ignore que Silver a filmé leurs ébats pour l'inclure dans son film. Elle le diffuse dans le théâtre qu'elle l'a louée, rempli d'élèves du lycée. Dixon, furieux, rompt avec elle. Elle se rend chez son professeur, Ryan Matthews, prétendant qu'il a détruit sa relation avec Dixon, le menace avec une bouteille de vin. Silver tente de s'enfuir au Kansas. Elle a  déclaré plusieurs fois qu'y aller l'aiderait à résoudre ses problèmes avec Dixon. Dixon se souvient que sa mère biologique présente un trouble bipolaire et des symptômes similaires. Il réalise que Silver en souffre également. Il calme Silver et l'emmène à l'hôpital. Silver trouve insupportable de revenir à West Beverly, elle décide d'aller à l'école Sainte-Claire pour un meilleur semestre. Dixon tente de la convaincre de revenir à son ancienne vie. Elle et Dixon décident d'aller au bal ensemble. Silver est élue « reine de la promo » au bal des finissants de cette année. Elle annonce qu'elle n'aime pas cet évènement, trop superficiel, une distance s'installe entre elle et Dixon.
Dans le finale de la saison, elle demande son aide à Ethan Ward à propos de ses problèmes avec Dixon. Elle dit qu'ils sont trop différents, mais qu'elle l'aime. Ethan assure qu'ils font un beau couple ; Silver est soulagée d'entendre cela. On apprend qu'Ethan a le béguin pour elle. Silver court trouver Ethan et lui demande si cela est vrai. Ethan et Silver partagent un baiser. Il lui dit qu'il veut être avec elle. Elle répond qu'ils ne peuvent pas être ensemble, il fait remarquer qu'elle lui a couru après plutôt que rester avec Dixon ; elle reste perplexe.

#### Saison 2
Silver et Dixon décident de se remettre ensemble ; l'ex-petit ami d'Adrianna Tate-Duncan, Teddy Montgomery, trouve son téléphone : il découvre qu'elle a écrit à Ethan au cours de l'été, il le dit à Dixon. Dixon rompt avec Silver. Adrianna et Naomi veulent la réconforter, elle leur avoue qu'elle a écrit à Ethan parce qu'elle était troublée après le bal. Quand elle a découvert qu'Ethan était parti dans le Montana avec son père, elle a été soulagée. Quand elle a pensé que Dixon allait partir, elle ne pouvait plus respirer, elle ne peut pas vivre sans lui.
Elle essaie de le reconquérir. Elle l'appelle après avoir participé à l'équipe de l'Ouest Bev de surf. Il la repousse. Elle tombe en panne, crie de rage dans le parking. Elle décide de le laisser partir. Ils finissent par se disputer ; il lui dit qu'il ne pouvait jamais être lui-même quand il était avec elle. Elle rencontre la nouvelle petite amie de Dixon, Sasha, une femme plus âgée que lui, et devient jalouse. Elle découvre que Dixon a menti sur son âge à Sasha, elle ne dit rien, car elle se soucie encore de lui. Lorsque Silver apprend  le cancer de sa mère, elle se rapproche de Teddy, qui a lui aussi perdu sa mère à cause du cancer. Ils deviennent encore plus proches quand Jackie meurt. Elle découvre que Teddy veut sortir avec elle et l'embrasse dans la danse des merveilles d'hiver, mais Silver refuse de sortir avec lui.Plus tard, Silver veut se racheter, mais voit Teddy avec une autre fille, Savanna. Elle ne sait pas que c'est sa sœur, elle pense que Teddy a séduit une autre fille, ce qui l'autorise à partager un baiser avec Dixon. Elle embrasse Dixon à nouveau quand elle aperçoit Teddy danser et embrasser une autre fille. Bien qu'ils aient encore des sentiments l'un pour l'autre, elle et Dixon décident de rester amis. Silver découvre que Savanna est la sœur de Teddy et que Dixon lui a menti. Elle en veut à Dixon et commence à sortir avec Teddy. Ils couchent ensemble. Le père de Teddy, Spence, vient voir Silver : elle nuit à la carrière de tennis de son fils. Il veut la payer pour rompre avec Teddy, Silver refuse, lui demande de partir. Teddy perd un match de tennis ; Silver réalise que Spence n'a pas tort, elle rompt avec Teddy bien qu'elle l'aime encore. Lors du concert d'Adrianna, elle embrasse Dixon (qui a des problèmes avec Ivy), alors que ils sont saouls. Silver et Dixon préfèrent ne pas parler de ce baiser, mais tous deux sont attirés l'un par l'autre.

#### Saison 3
Teddy et Silver ont rompu : il boit énormément et il lui a menti à ce sujet. Ce qui ramène Silver à l'alcoolisme de sa mère. Ils se remettent ensemble brièvement, mais finissent par rompre.
Après leur rupture, Silver commence à se concentrer sur le journal étudiant, le Blaze, et se rapproche de Miles Cannon.
De par son implication dans le Blaze, Silver se rapproche de Navid Shirazi et l'aide pour ses problèmes avec son père. Elle apprend à le connaître, se rend compte que c'est un bon gars et lentement, commence à développer des sentiments romantiques pour lui quand il a des problèmes avec Adrianna Tate-Duncan.
Dans Beaux et malheureux, Silver a bel et bien des sentiments pour Navid quand il passe la nuit dans sa chambre pour parler de son père. Navid supporte de moins en moins l'égoïsme d'Adrianna. Silver semble soulagée de l'entendre. Elle hésite quand Adrianna lui demande son aide pour résoudre sa relation avec Navid. Silver prend ses distances avec Navid, il lui avoue qu'il a des sentiments pour elle, il est interrompu par Adrianna, Silver semble déçue.
Dans l'épisode Quand tout bascule, Navid la rencontre à l'école ; il a l'occasion de révéler ses sentiments (il n'en a plus pour Adrianna). Silver l'empêche de parler. Elle dit que c'est parce qu'ils ont passé trop de temps ensemble, qu'ils doivent garder leurs distances. Plus tard, à la fête de Noël d'Adrianna, Silver trouve Navid seul. Il s'excuse d'avoir gâché leur amitié à cause des sentiments qu'il « pense » avoir pour elle. Silver avoue qu'elle a des sentiments pour lui. Il l'embrasse. Silver reçoit par la suite un texto de Naomi. Elle vole à son secours. M. Cannon l'a prise en otage, mais Silver et Naomi ont fini par l'attacher à une chaise. Naomi gifle M. Cannon et va pour le tuer avec le couteau dont il l'avait menacée. Naomi reprend ses esprits grâce à Silver. Elles appellent la police et M. Cannon est arrêté.
Après ces évènements, Adrianna a vu Navid embrasser Silver, mais elle fait semblant de rien. Elle révèle à Silver qu'elle va envoyer une photo nue de la jeune fille à toute l'école, pensant que c'était l'une des ex-copines de Navid. Silver l'arrête : elle est la fille que Navid a embrassée. Adrianna lui dit qu'elle le sait, et envoie l'image de Silver nue à toute l'école.
Par la suite, Adrianna joue avec le trouble bipolaire Silver. Celle-ci commence à se comporter bizarrement : elle se teint les cheveux en rouge, elle appelle plusieurs fois Christophe, l'homme avec qui elle a eu une entrevue avec pour NYU dans l'après-midi, etc. Après des nouvelles de NYU, Silver a un étourdissement, Navid et Dixon l'envoient dans un hôpital psychiatrique. Alors que Silver est à l'hôpital, Adrianna se rapproche de Navid en le faisant boire et lui dit qu'ils se sont embrassés. Navid continue à la rejeter, Adrianna répand de fausses rumeurs : Silver aurait rompu avec Navid. Heureusement, Silver découvre la vérité lors de la fête d'Ivy pour Raj, lorsque son médicament tombe du sac d'Adrianna. Adrianna est rejetée par le groupe et Navid et Silver se réconcilient.

#### Saison 4
Silver et Navid passent l'été ensemble. Tout va bien pour le couple, ils vivent ensemble, avec la jeune sœur de Navid, Leila. Silver est toujours en colère contre Adrianna. Celle-ci tente de se réconcilier avec elle, Silver lui répond qu'elle ne pourra plus jamais lui faire confiance. À la fête de Naomi, Adrianna se présente avec Leila ; elle tente de s'excuser à nouveau auprès de Silver, qui lui répond qu'elle ne pourra jamais lui pardonner. Silver trouve Teddy à la fête, et lui donne des conseils sur la façon de dire à sa famille qu'il est homosexuel.
Dans Rush Hour, Leila manque à Navid; Silver lui dit de rester calme, qu'elle va revenir. Silver se met en colère lorsque Navid a demandé de l'aide à Adrianna. Elle finit par lui demander de l'aide quand elle apprend que Leila a été enlevée et qu’ils ont besoin de payer 15 000 $ s'ils veulent la revoir. Leila est retrouvée mais l'histoire était fausse.
Dans Let the Games Begin, Silver veut acquérir de l'expérience pour sa carrière cinématographique et a décidé de tourner un film publicitaire pour le bar de Liam Court (Matt Lanter). C'est un grand succès, beaucoup de gens assistent à l'ouverture du bar. Silver se voit proposer de créer des vidéos de la campagne pour un parti politique. La candidate Marissa Harris-Young charge publiquement l'oncle de Teddy, Charles. Cette nuit-là, elle dit à Navid qu'elle a besoin d'espace et reste avec Naomi.
Quelques semaines plus tard, Naomi invite tout le monde à Las Vegas. Silver a des soucis d'argent en raison de son travail avec Marissa et a besoin de prendre son ordinateur portable pour continuer à travailler à Vegas. Elle surprend Navid en train d'embrasser une autre fille et pense qu'il l’a trompée. Annie lui apporte son soutien, lui dit que son copain l’a aussi trompée, elles noient leur chagrin dans l’alcool, jusqu'à ce que Teddy arrive. Silver lui propose de les marier, lui et Shane, à Vegas et de filmer le mariage avec son appareil photo. Le lendemain, Marissa appelle Silver pour lui demander les vidéos dont elle a besoin. Silver lui envoie le mariage de Teddy par erreur. Elle et Navid finissent par rompre.
Lors du dîner pour Thanksgiving, Silver rencontre un homme nommé Greg Davies qui lui demande un prospectus pour des aliments. Silver commence à passer beaucoup de temps avec Greg. Le téléphone de Silver sonne, elle répond, Leila lui apprend que Navid est à l'hôpital. Silver est sous le choc et s'y rend. A l'hôpital, elle surprend Kat en conversation avec Navid dans sa chambre. Elle quitte l'hôpital sans savoir que Kat prenait soin de Navid et rien de plus. Silver arrive à la maison de Greg, elle décide de lui dire qu'elle veut une relation sérieuse avec lui, ils s'embrassent. À la fin de l'épisode 20, Silver couche avec Liam. Liam est resté amoureux d'elle mais elle décide de le choisir pour faire un bébé.

#### Saison 5
Après avoir fait l'amour avec Liam, Silver ne sait pas si elle veut retourner avec Navid ou se mettre en couple avec Liam. Elle éprouve des sentiments pour Liam, et également des sentiments pour Navid. Elle prend conscience qu'elle désire un enfant. Elle offre le choix à Liam et à Navid. Navid propose d'être le père de l’enfant mais désire se mettre en couple avec elle : Silver ne veut pas. Liam est amoureux de Silver, veut qu'ils soient en couple mais il ne veut pas d'enfant. Silver choisit Teddy pour être le père. Teddy accepte, mais veut partager la vie de son enfant, ce qui contrarie les plans de Silver. Teddy veut faire appel à une mère porteuse, Silver refuse mais se voit obliger d'accepter. Michaela, la sœur de Sean, sera la mère porteuse. Silver est très intrusive dans la vie de Michaela, la jeune femme se sent étouffée. Michaela a une opportunité dans la musique et Dixon est son manager. Michaela disparait pendant quelques jours car elle a fait une fausse couche. Silver est triste. Elle découvre qu’elle a un cancer du sein. Dans le dernier épisode, elle prend des médicaments et veut faire une tentative de suicide. Elle annonce son cancer à Dixon : il lui dit qu'elle doit se battre, que ces amis seront là, Silver décide de se battre pour survivre.

### Apparence et style
Dans la saison 1 de 90210, Silver a de longs cheveux noirs et des yeux bleus. Elle a une personnalité décontractée, cool, et semble  mépriser les bals et les danses à l'école. Elle semble avoir son propre style, elle est généralement vue dans des vêtements simples, souvent de couleurs, elle aime être différente des autres filles de Beverly Hills. Dans la saison 2, elle a les cheveux coupés court et son sens de la mode est plus féminin, sous l'influence de Naomi et d'Adrianna ; elle reste toujours dans son style original, assez décontracté. Son intérêt pour les bals semble avoir grandi depuis qu'elle est allée au bal du "flocon de neige". Dans la saison 3, les cheveux de Silver sont coupés courts, de couleur chocolat brun. Pendant un court moment dans la saison 3, en pleine crise bipolaire, elle se teint en orange/rouge pétant, afin d'avoir un côté plus pétillant. Elle recolore ses cheveux en brun après son retour de l'hôpital psychiatrique. Dans la saison 4, les cheveux de Silver sont comme la saison 2 coupés au carré mais elle a des mèches blondes. Dans la saison 5, ses cheveux ressemblent à son ancienne coupe de la saison 1, avec ses cheveux au niveau des épaules, sa couleur est brun.